# Anka Krežma-Barbot
Anka Elizabeta Amalija Krežma-Barbot (Osijek, 18. studenog 1859. – Zagreb, 16. lipnja 1914.) bila je hrvatska pijanistica i glazbena pedagoginja. Njen brat je proslavljeni hrvatski violinist Franjo Krežma. 

## Životopis
Rođena je u Osijeku i sestra je poznatog violinista Franje Krežme. 1866. godine se s obitelji preselila u Zagreb, gdje je počela učiti svirati klavir kroz privatne poduke. 1871. godine odlazi sa svojim bratom u Beč na Konzervatorij, koji završava 1874. godine.

### Koncertna karijera
Od 1875. do 1879. godine, putovala je sa svojim bratom Franjom na koncertne turneje. Posjetili su Italiju, Francusku i zemlje srednje Europe te su nastupali i u Hrvatskoj. Tijekom ovih turneja, povremeno je nastupala i kao solistica. Kritičari su pozitivno ocjenjivali njene nastupe.
Nakon 1879. godine, uglavnom je nastupala u Zagrebu. Značajno je spomenuti da je 1892. godine postala prva među hrvatskim pijanistima koja je izvela Klavirski koncert u b-molu kompozitora Petra Iljiča Čajkovskog.

### Pedagoški rad
Krežma-Barbot bila je ugledna nastavnica klavira. Svoju karijeru započela je kao privatna nastavnica, a zatim je od 1891. do 1914. godine radila kao stalna nastavnica u glazbenoj školi Hrvatskog glazbenog zavoda. Njezin utjecaj vidljiv je kroz niz uspješnih učenika koji su kasnije postali poznati koncertni pijanisti i klavirski pedagozi: Dragice Kovačević-Hausler, Dane Matoš (sestre A. G. Matoša), Felice Streim, Marije Vranešević-Vasilesco, Marije Eisenhuth, Nade Klaić-Jurinac i Antonije Geiger-Eichhorn.
Anka Krežma-Barbot ostavila je značajan trag u hrvatskoj glazbenoj povijesti kao pijanistica i pedagoginja. Njezin doprinos razvoju sviranja klavira i glazbenog obrazovanja u Hrvatskoj s kraja 19. i početka 20. stoljeća smatra se vrlo važnim.